# Игнатьев, Михаил Борисович
Михаил Борисович Игнатьев (родился 7 мая 1985 года в Ленинграде, СССР) — российский профессиональный шоссейный и трековый велогонщик, член национальной сборной России с 2001 года, заслуженный мастер спорта России (2004).
Олимпийский чемпион игр 2004 года в Афинах в гонке по очкам (единственный в истории России олимпийский чемпион на треке), бронзовый призёр Олимпийских игр 2008 года в Пекине. Многократный чемпион мира среди юниоров (шоссе и трек). Выступал за шоссейную команду «Катюша». В 2012 году провёл больше всех в мире гоночных дней, 104, не одержав ни одной победы. По окончании сезона 2014 года решил взять перерыв в карьере на год.
Главные результаты:
2002 — 1-е место, чемпионат мира на треке, гонка по очкам (юниоры) / 1-е место, чемпионат мира на шоссе, индивидуальная гонка (юниоры) / 1-е место, чемпионат Европы на треке, гонка по очкам (юниоры).
2003 — 1-е место "Кубок Президента Грудзиядза (юниоры) / 1-е место, чемпионат мира на треке, мэдисон (юниоры) / 1-е место, чемпионат мира на шоссе, индивидуальная гонка (юниоры).
2004 — 1-е место, Олимпийские Игры, трек, гонка по очкам.
2005 — 1-е место, чемпионат мира на шоссе, индивидуальная гонка (Андер 23).
2006 — 1-е место, 1-й этап, 2-й этап «Вуэльта а Ллейда» / 1-е место, генеральная классификация «Вуэльта а Ллейда» / 1-е место, чемпионат Европы на треке, гонка преследования на 4 км, Андер 23 / 1-е место, «Классика Тксума».
2007 — 1-е место, 3-й этап, «Тур Средиземноморья» / 1-е место, «Трофео Лагуэлья» / 1-е место, пролог «Стер Электротур» / 1-е место, 1-й этап «Вуэльта Бургоса» / 1-е место, 4-й этап «Реджио Тур» / 2-е место, генеральная классификация «Реджио Тур» / 2-е место, чемпионат мира на шоссе, индивидуальная гонка, Андер 23 / 3-е место, чемпионат мира на треке, гонка по очкам.
2008 — 2-е место, 5-й этап «Тур Средиземноморья» / 3-е место, 21-й этап «Джиро д’Италия» / 3-е место, Олимпийские Игры, мэдисон.
2009 — 2-е место, 5-й этап «Тур де Франс» / 3-е место, 18-й этап «Тур де Франс» / 2-е место, чемпионат России, индивидуальная гонка.
2010 — 1-е место, 6-й этап «Тиррено-Адриатико» / 2-е место, чемпионат России, индивидуальная гонка.
2011 — 1-е место, Чемпионат России, индивидуальная гонка